# Tarimi múmiák
A tarimi múmiák természetes módon konzerválódtak Eurázsia második legnagyobb sivatagának száraz, sóval telített homokjában, a nyugat-kínai Tarim-medence nagy részét elfoglaló hatalmas Takla-Makán-sivatagban.
A leletek régebbiek, mint az Egyiptomból vagy Peruból származó, a világ legépebben fennmaradt múmiái.
A leletek különlegessége, hogy ellentétben az ókori egyiptomiak, valamint az inkák és elődeik múmiáival, ahol a társadalom mesterségesen próbálta megőrizni az emberi testet a túlvilági élet számára, a tarimi múmiák természetes módon konzerválódtak.

## Történet
Az 1990-es évek elején különös leletre bukkantak a nyugat-kínai Tarim-medencében. A 2000 éves múmiák szőkék és hosszú orrúak voltak. Az i.e. 1000-ből származó kínai források említést tesznek egy kaukázusi népcsoportról, amely a távoli keleten él, de semmilyen információval nem szolgálnak arról, hogyan és miért kerültek ide. Közéjük tartozik a múzeum emeletén látható loulani szépség, az a 3800 éves múmia, amelynek már külső vonásai is azt sejtetik, hogy nem volt kínai. A nő azonban nem volt egyedül: az ország nyugati sivatagaiban az elmúlt évtizedekben közel 200 hasonló múmiát fedeztek fel.

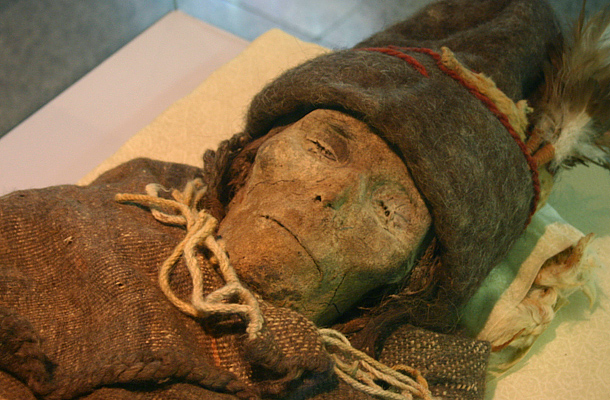
Tarim férfi múmia

A leletek vizsgálatakor a tudósok meglepő felfedezésekre jutottak. Olyan technológiák és találmányok kerültek elő, amelyek akkor talán még ismeretlenek voltak a kínaiak számára. Ilyen volt a kerék, a bronz és gyapjúszövet. Ezek a nyomok arra utalnak, hogy nem Kínából, hanem máshonnan származnak.
A Chercheni Embernek hívott múmia a világ legrégebbi ismert nadrágját viseli. Ruházatuk, a csizmáik, az öveik, és a díszes szalagjaik részleteiben a származásukra utaló nyomok rejlenek. A kutatók rábukkannak egy nyilvánvaló motívumra, a skótkockás mintára. Ezt a technikát egyértelműen európainak tartják. Hasonló darabokat találtak ennek a korszaknak a környékén Németország, Ausztria és Skandinávia területén is. Vajon ezek a Kínában fellelt múmiák egy elveszett európai néphez tartoznak? 
A területen az ókorban a görög történészek, köztük Ptolemaiosz által tokhároknak (görög: Τόχαροι, Tokharoi) nevezett népcsoport élt. Az utóbbi évtizedek kutatásai bebizonyították, hogy a tokhárok azonosak a kusánokkal, ill. a jüecsikkel, akik már a hsziungnuk előtt nagy birodalmat hoztak létre, amelyik Koreától az Irtis vidékéig terjedt. Így talán az is lehetséges, hogy a múmiák az ő birodalmukból származtak.
2003-ban rábukkantak egy új múmiára, aki mellett számos szokatlan tárgyat találtak: hangszereket, csengőket, pálcákat. A férfi a Yanghai Sámán nevet kapta, aki az i. e. 8. század környékén élt. Ez az utolsó fejezete a tarimi nép létezésének. A sámánnál a vizsgálatok szerint marihuána volt, amelyet minden bizonnyal elszívott, és transzba esett tőle. A sámánon talán a legfigyelemreméltóbb dolog a sapkáját díszítő porceláncsigák. Ilyenek a több mint 1600 kilométerre délre, az Indiai-óceánban találhatók.
2007 februárjában Felix Li Jin, a Shanghai Fudan Egyetem munkatársa, Kína egyik vezető népességi genetikusa néhány munkatársával útnak indult a távoli Tarim-medence felé. A kínai hatóságok engedélyt adtak arra, hogy meghatározott számú múmián dolgozzanak. A DNS vizsgálat igen bonyolult eljárás egy több ezer éves holttest esetében. Végül az eredmények azt mutatták, hogy egész Eurázsiából fellelhetők rokonsági ágak, tehát minden bizonnyal vegyes eredetű népközösségről van szó.

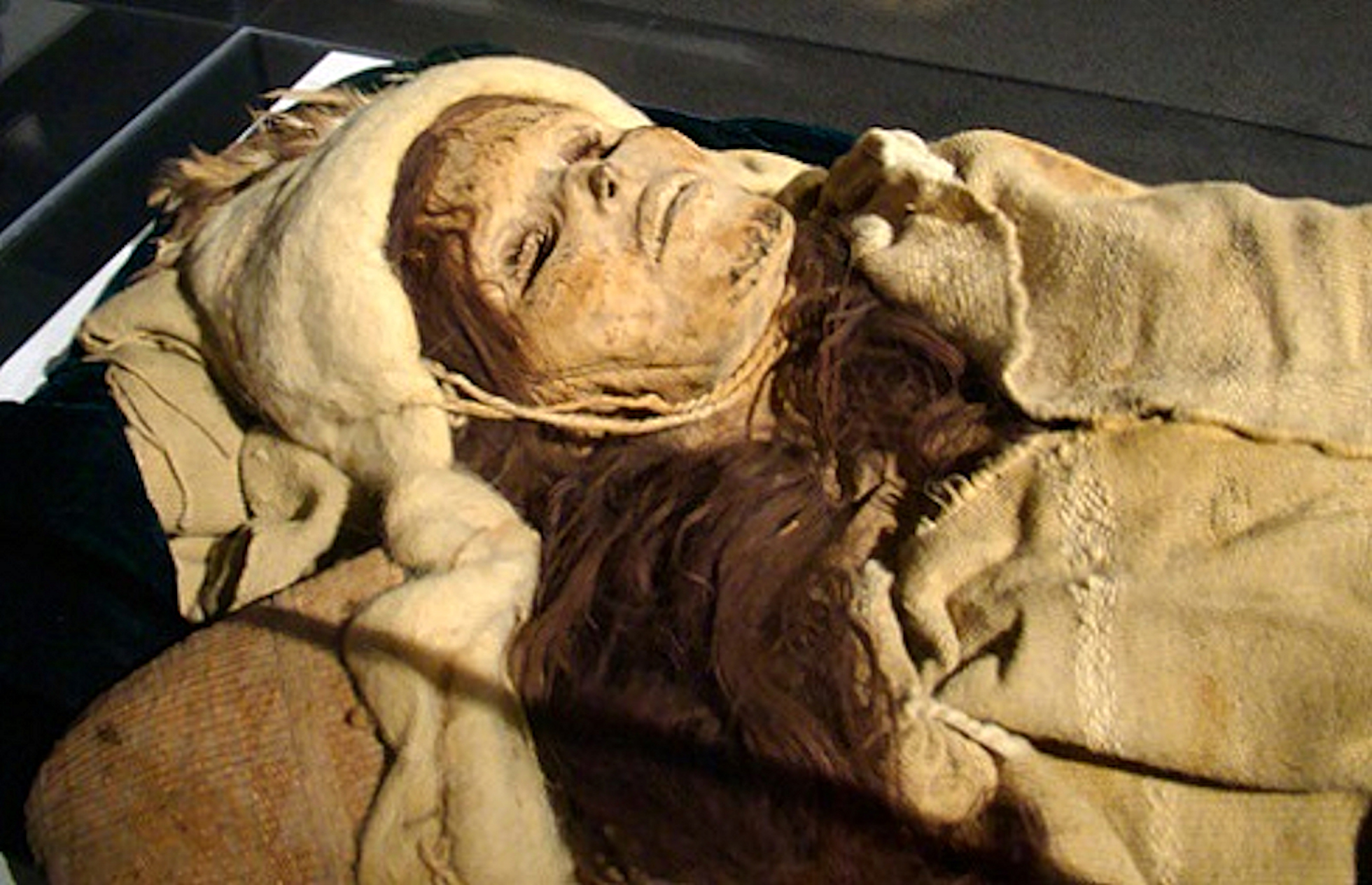

A Tarim múmiákat rengeteg rejtély és kétség övezi, az azonban tény, hogy ennyire ép leleteket, amelyeket nem mesterséges úton konzerváltak, ezelőtt nem találtak.